# 陳曼琪
陳曼琪，MH，JP（1969年2月3日—），於香港出生，祖籍湖南，是香港建制派政治人物及註冊律師，現任香港立法會議員（選舉委員會）、港區全國人大代表、湖南省政協委員，以及嶺南大學校董，曾為民建聯黨員及代表該黨出任黃大仙區議會正愛選區區議員。以2014年雨傘革命期間代表旺角潮聯小巴有限公司入禀申請禁制令清場，及2020年5月於第十三届全國人大三次會議上提議繞過香港立法機制、直接援引基本法第十八條將國安法置入附件三作全國性法律實施而聞名。

## 生平
陳曼琪1969年生於香港，中學就讀於瑪利諾神父教會學校，並於香港大學法律系畢業及獲得律師專業資格。
於2000年加入民建聯後，曾任該黨中常委及平等機會委員會委員；其政治生涯始於2003年香港區議會選舉，代表民建聯參選黃大仙區議會正愛選區 (H17)並成功當選，及後更於2007年及2011年兩屆連續自動當選連任。
2015年10月9日，行政長官梁振英根據《嶺南大學條例》委任陳曼琪為嶺南大學校董局成員，任期三年，由22日起生效。有關決定當時引起學生不滿，認為梁安插親信以圖干預校政。
2015年11月22日，陳曼琪於2015年香港區議會選舉中，以3243票擊敗得2048票的本土派組織慈雲山建設力量麥子豪，第三度成功連任正愛區區議員。
2015年12月，陳宣佈因中小型律師行協會會務繁重，加上「工作上有新安排」，宣佈將於2016年1月起正式退出民建聯當時有傳退黨動機為她有意參選立法會，但被其否認。
2017年12月19日，獲選為第十三屆港區人大代表，於2018年3月就任。
於2019年香港區議會選舉中，陳曼琪最終放棄競選連任，議席交由民建聯前黨友潘卓斌競逐，由其出戰本土派慈雲山建設力量岑宇軒。是次選舉中建制派因反修例示威而大失民心，最終潘以超過二千票之巨大差距敗予岑，民建聯痛失盤踞十六年之正愛區議席。

## 政治立場
陳曼琪為香港建制派一員，曾為建制派政黨民建聯成員（2016年1月退出），於2016年香港立法會宣誓風波當中，支持立法會剝奪六名議員的資格，並主張國家安全高於言論自由、集會自由。對於教育議題，陳形容學好普通話是中國人的責任，又認為應該限制校園討論港獨議題。

### 雨傘革命期間執行法庭禁制令促使清場
2014年11月26日雨傘革命，旺角清場及驅散行動期間，佔領者及聲援者採「拉布」策略，多次要求潮聯小巴公司代表律師陳曼琪講解清楚法庭禁制令內容，又要求警方釐清是否應執達主任協助清場，並要求自行執拾物品等，示威者拖延亞皆老街清場速度。

### 逃犯條例爭議期間抹黑港台記者
於香港逃犯條例爭議期間，陳曼琪於10月29日在個人社交網站發布香港電台記者之前一晚在旺角被警方強行扯下防毒面罩的片段時，片段當中香港電台記者配戴面罩的粉紅色濾罐，被防暴警察扯下並跌在地上，記者其後拾起濾罐。不過，陳曼琪則指有關物件實為磚塊，又支持警察強行扯下記者防毒面罩的行為。當時已經有網民質疑，指若果有關物品是磚頭，不可能彈開幾呎。港台新聞部當其後澄清，嚴厲譴責相關失實指控，散播謠言並扭曲事實，抹黑該台記者，保留追究權利。而港台發表聲明後，陳曼琪未有認錯，只是呼籲大家從多角度看看。有網民不滿她拒絕澄清和道歉，尤其是她身為律師，竟在不求證下發布虛假說明的片段，專業資格令人感到憂慮。

### 倡訂港版國安法
2020年5月，陳曼琪稱，她打算在十三届全國人大三次會議上，書面建議北京訂立《中華人民共和國香港特別行政區維護國家安全法》，直接依基本法第十八條，將國家安全法納入基本法附件三，不需要經立法會審議，直接在香港實施。
2020年5月18日，第十三届全國人民代表大會常務委員會第十八次會議聽取和審議了《國務院關於香港特别行政區維護國家安全情况的報告》，會議同意了陳曼琪所提出的建議；根據《中華人民共和國宪法》和《香港特别行政區基本法》，全國人大常委會法制工作委員會擬訂了《全國人民代表大會關於建立健全香港特別行政區維護國家安全的法律制度和執行機制的決定（草案）》；全國人大常委會審議該草案后，决定將其提交十三届全國人大三次會議審議。

### 建議香港訂立國安法後設立相關法庭兼有關法庭法官只可以是中國籍
2020年5月24日，國務院副總理、中央港澳工作協調小組組長韓正就著在香港訂立有關國安法的問題上接見港區人大代表。當中，陳在會上提議在香港法院設立專門的國家安全法庭，而相關法官要由具備中國籍公民擔任。至於執法方面，陳則建議由香港警務處增設香港國家安全部負責，港區人大可負責監督國安法制度和執行機制，做法參考太平紳士制度；她同時亦建議在香港設立特區「維護國家安全委員會」，包括官方及非官方成員，協助行政長官就國安事務決策，並負責執行統籌。

### 認為中華民國國慶違反國安法
2020年10月9日，陳於街頭看到雙十節｢慶祝雙十國慶  中華民國萬歲｣橫額，呼籲網友「見到要立即舉報！！」。

### 提議以習近平之名取代法律條文中的英女王名稱
陳曼琪在2022年2月的立法會保安事務委員會上，向保安局局長鄧炳強建議修改《刑事罪行條例》中「英女王」、「聯合王國」和「英國屬土」等帶有港英時代色彩的字眼，例如將「英女王」改成現任中共總書記習近平的名字。鄧炳強回應將研究立法修改殖民時代不合時宜的字眼。。

### 支持「守護一夫一妻」議案
陳曼琪在2025年2月的上表示支持何君堯提出的「守護一夫一妻」議案，指守護香港一夫一妻、一男一女的婚姻制度，不僅是現行香港法律規定，亦是社會公序良俗的體現、家庭家教家風建設的基石、傳承中華傳統文化的重要載體、社會穩定團結的重要元素。

## 外部連結
- 陳曼琪的Facebook專頁